# کینکینا

کینکینا (انگلیسی: Quinquina) یک شراب معطر و یکی از شراب‌های پیش‌غذا و اشتهاآور است. این شراب‌ها به‌طور سنتی از پوست درخت گنه‌گنه که حاوی کینین هستند، تولید می‌شوند. از کینین در درمان مالاریا استفاده می‌شد.
آمریکانو را یکی از زیرگروه‌های کینکینا و گاهی یک شراب پیش‌غذای مستقل محسوب می‌کنند. برای معطرسازی آمریکانو از گل‌سپاسی استفاده می‌شود که مزهٔ تلخی نیز به آن می‌دهد.
گاهی مقصود از واژه کینکینا، «پوست یسوعی» است که از آمریکای جنوبی سرچشمه گرفت و توسط مبلغ‌های مذهبی اسپانیایی در سدهٔ ۱۷ میلادی به اروپا آورده شد.